# John Mellen Thurston

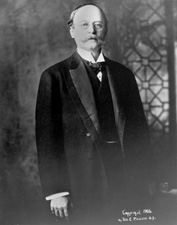
John Mellen Thurston

John Mellen Thurston (* 21. August 1847 in Montpelier, Vermont; † 9. August 1916 in Omaha, Nebraska) war ein US-amerikanischer Jurist und US-Senator aus Nebraska.

## Frühe Jahre
1854 zog John M. Thurston mit seiner Familie nach Madison, Wisconsin und von dort zwei Jahre später nach Beaver Dam. Dort besuchte Thurston die öffentlichen Schulen. Mit siebzehn Jahren zog er nach Chicago, wo er kurzzeitig als Lastwagenfahrer für ein Lebensmittelunternehmen arbeitete. Doch schon ein Jahr später kehrte er nach Beaver Dam zurück und besuchte die Wayland Academy, die er im Jahr 1867 abschloss. Nach zweijährigem Studium der Rechtswissenschaft in einer Kanzlei erhielt er 1869 seine Zulassung als Anwalt und begann in Omaha zu arbeiten. 1872 heiratete er Frau Martha Poland; sie starb am 14. März 1898. Seine zweite Frau Lola Pearman ehelichte er 1900.

## Politischer Aufstieg
Zwischen 1872 und 1874 war er Stadtratsmitglied und in den folgenden drei Jahren city attorney der Stadt. Von 1875 bis 1877 war er Mitglied des Abgeordnetenhauses Nebraskas. Danach übernahm er als assistant attorney die Rolle des Rechtsberaters bei der Union Pacific Railroad und wurde 1888 zu deren general solicitor ernannt. Nach einer zunächst erfolglosen Kandidatur zum Senator im Jahr 1893, legte Thurston sein Amt bei der Union Pacific Railroad 1895 nieder und war in der Legislaturperiode vom 4. März 1895 bis zum 3. März 1901 republikanischer Senator in Washington, D.C. Während seiner Amtszeit war er Mitglied des United States Senate Committee on Indian Affairs. Obwohl er nicht zur Wiederwahl aufgestellt wurde, wohnte er bis 1915 in Washington, wo er ab  April 1901 Mitglied der Kommission war, die für die Planung der 1904 stattfindenden Louisiana Purchase Exposition verantwortlich war. 1915 kehrte Thurston dann nach Omaha zurück.

## Lebensabend und Tod
In der Anwaltskanzlei Thurston, Crow & Morrison arbeitete er bis kurz vor seinem Tod am 9. August 1916. John Mellen Thurston starb nach vierwöchiger Krankheit an den Folgen eines Hitzeschadens.
Zu seinen Ehren wurde das Thurston County in Nebraska nach ihm benannt.